# Lijst van burgemeesters van Jutphaas
Dit is een lijst van burgemeesters van de voormalige Nederlandse gemeente Jutphaas in de provincie Utrecht. Op 1 juli 1971 is de gemeente Jutphaas samengegaan met de gemeente Vreeswijk onder de naam Nieuwegein.
| Ambtsperiode | Naam burgemeester                                        | Partij of stroming | Bijzonderheden                                |
| ------------ | -------------------------------------------------------- | ------------------ | --------------------------------------------- |
| 1814-1843    | Isaac Schalij                                            |                    |                                               |
| 1844-1851    | G. van Dorssen                                           |                    |                                               |
| 1852-1866    | J.L.H. Roijen                                            |                    | tevens burgemeester van Vreeswijk             |
| 1866-1868    | W.H.J. baron van Heemstra (1841-1909)                    |                    |                                               |
| 1868-1882    | Jhr. Cornelis Hendrik Theodorus Adrianus Hooft Graafland |                    |                                               |
| 1882-1914    | W.F. Smits                                               |                    |                                               |
| 1914-1925    | Eduard Constantijn Erzeij                                |                    | tevens burgemeester van Oudenrijn (1915-1925) |
| 1925-1957    | J.M.M. (Jan) Hamers                                      |                    | eerder burgemeester van Dreumel               |
| 1957-1971    | Th. (Theodore) baron de Smeth van Deurne                 |                    |                                               |